# Natação nos Jogos Olímpicos de Verão de 2024 - 100 m peito feminino
A prova dos 100 m peito feminino da natação nos Jogos Olímpicos de Verão de 2024 ocorreu em 28 e 29 de julho de 2024 na Paris La Défense Arena, em Paris. Um total de 37 nadadoras de 32 Comitês Olímpicos Nacionais (CON) participaram do evento.

## Qualificação
Cada Comitê Olímpico Nacional (CON) poderia inscrever no máximo duas nadadoras qualificadas em cada evento individual, mas somente se ambas atingissem o "tempo de qualificação olímpica" (OQT). Uma nadadora por evento poderia potencialmente entrar se atingisse o "tempo de consideração olímpica" (OCT), ou se a cota total de 852 competidores não tivesse sido atingida. Os CONs também poderiam inscrever nadadores independentemente do tempo através das vagas de universalidade, mesmo que não tenham atingindo nenhum dos tempos de inscrição padrão (OQT/OCT).
Após o fim da janela de qualificação, a World Aquatics avaliou o número de nadadores que alcançaram o OQT, o número de nadadores somente para as provas de revezamento e o número de vagas de universalidade, antes de convidar aqueles com OCT para cumprir a cota total de 852. Além disso, as vagas no OCT foram distribuídas por evento de acordo com as posições no ranking mundial durante o prazo de qualificação. Para os 100 m peito feminino, o OQT foi de 1min06s79 e o OCT de 1min07s12.

## Formato
A competição consiste em três rodadas: preliminares, semifinais e final. As nadadoras com os 16 melhores tempos nas baterias preliminares avançam às semifinais. Já as nadadoras com os 8 melhores tempos nas semifinais avançam à final. Desempates (swim-offs) são utilizados conforme necessário para quebrar os empates de avanço à próxima rodada.

## Calendário
Horário local (UTC+2)
| Data                | Horário | Fase         |
| ------------------- | ------- | ------------ |
| 28 de julho de 2024 | 10:00   | Preliminares |
| 28 de julho de 2024 | 19:35   | Semifinais   |
| 29 de julho de 2024 | 17:30   | Final        |

## Medalhistas
| Ouro   | RSA Tatjana Smith |
| Prata  | CHN Tang Qianting |
| Bronze | IRL Mona McSharry |

## Recordes
Antes desta competição, os recordes mundiais e olímpicos da prova eram os seguintes:
| Tipo | Atleta        | Tempo   | Local     | Data                |
| ---- | ------------- | ------- | --------- | ------------------- |
|      | Lilly King    | 1:04.13 | Budapeste | 25 de julho de 2017 |
|      | Tatjana Smith | 1:04.82 | Tóquio    | 25 de julho de 2021 |

## Resultados

### Preliminares
As nadadoras com os 16 melhores tempos, independente da bateria, avançam às semifinais.
| Pos. | Bateria | Raia | Nadadora            | CON                             | Tempo   | Notas |
| ---- | ------- | ---- | ------------------- | ------------------------------- | ------- | ----- |
| 1    | 4       | 5    | Tatjana Smith       | RSA África do Sul               | 1:05.00 | Q     |
| 2    | 5       | 4    | Tang Qianting       | CHN China                       | 1:05.63 | Q     |
| 3    | 5       | 3    | Mona McSharry       | IRL Irlanda                     | 1:05.74 | Q     |
| 4    | 4       | 6    | Satomi Suzuki       | JPN Japão                       | 1:06.04 | Q     |
| 5    | 3       | 4    | Lilly King          | USA Estados Unidos              | 1:06.10 | Q     |
| 6    | 5       | 5    | Benedetta Pilato    | ITA Itália                      | 1:06.19 | Q     |
| 7    | 3       | 2    | Anastasia Gorbenko  | ISR Israel                      | 1:06.22 | Q, WD |
| 8    | 5       | 7    | Eneli Jefimova      | EST Estônia                     | 1:06.24 | Q     |
| 9    | 4       | 4    | Rūta Meilutytė      | LTU Lituânia                    | 1:06.34 | Q     |
| 10   | 4       | 1    | Alina Zmushka       | AIN Atletas Individuais Neutros | 1:06.37 | Q     |
| 10   | 3       | 6    | Lisa Angiolini      | ITA Itália                      | 1:06.37 | Q     |
| 12   | 3       | 5    | Angharad Evans      | GBR Grã-Bretanha                | 1:06.38 | Q     |
| 13   | 5       | 6    | Sophie Hansson      | SWE Suécia                      | 1:06.66 | Q     |
| 14   | 4       | 3    | Tes Schouten        | NED Países Baixos               | 1:06.69 | Q     |
| 15   | 5       | 2    | Kotryna Teterevkova | LTU Lituânia                    | 1:06.76 | Q     |
| 16   | 4       | 8    | Macarena Ceballos   | ARG Argentina                   | 1:06.89 | Q     |
| 17   | 4       | 7    | Yang Chang          | CHN China                       | 1:06.91 | Q     |
| 18   | 5       | 8    | Sophie Angus        | CAN Canadá                      | 1:06.93 |       |
| 19   | 3       | 3    | Reona Aoki          | JPN Japão                       | 1:06.98 |       |
| 20   | 3       | 1    | Anna Elendt         | GER Alemanha                    | 1:07.00 |       |
| 21   | 5       | 1    | Dominika Sztandera  | POL Polônia                     | 1:07.22 |       |
| 22   | 2       | 4    | Jenna Strauch       | AUS Austrália                   | 1:07.27 |       |
| 23   | 3       | 8    | Lisa Mamié          | SUI Suíça                       | 1:07.65 |       |
| 23   | 4       | 2    | Emma Weber          | USA Estados Unidos              | 1:07.65 |       |
| 25   | 3       | 7    | Letitia Sim         | SGP Singapura                   | 1:07.75 |       |
| 26   | 2       | 3    | Ida Hulkko          | FIN Finlândia                   | 1:08.73 |       |
| 27   | 2       | 5    | Jessica Vall        | ESP Espanha                     | 1:08.78 |       |
| 28   | 2       | 6    | Kristýna Horská     | CZE Chéquia                     | 1:08.96 |       |
| 29   | 2       | 2    | Stefanía Gómez      | COL Colômbia                    | 1:09.16 |       |
| 30   | 2       | 7    | Emily Santos        | PAN Panamá                      | 1:09.94 |       |
| 31   | 2       | 1    | Lynn El Hajj        | LBN Líbano                      | 1:10.27 |       |
| 32   | 2       | 8    | Lanihei Connolly    | COK Ilhas Cook                  | 1:10.45 |       |
| 33   | 1       | 4    | Rouxin Tan          | MAS Malásia                     | 1:12.50 |       |
| 34   | 1       | 5    | Imane El Barodi     | MAR Marrocos                    | 1:14.57 |       |
| 35   | 1       | 3    | Ellie Shaw          | ANT Antígua e Barbuda           | 1:14.78 |       |
| 36   | 1       | 6    | Aminata Barrow      | GAM Gâmbia                      | 1:15.12 |       |
| 37   | 1       | 2    | Lara Dashti         | KUW Kuwait                      | 1:15.67 |       |

### Semifinais
As nadadoras com os oito melhores tempos, independente da bateria, avançam à final.
| Pos. | Bateria | Raia | Nadadora            | CON                             | Tempo   | Notas |
| ---- | ------- | ---- | ------------------- | ------------------------------- | ------- | ----- |
| 1    | 2       | 4    | Tatjana Smith       | RSA África do Sul               | 1:05.00 | Q     |
| 2    | 2       | 5    | Mona McSharry       | IRL Irlanda                     | 1:05.51 | Q,    |
| 3    | 2       | 3    | Lilly King          | USA Estados Unidos              | 1:05.64 | Q     |
| 4    | 1       | 4    | Tang Qianting       | CHN China                       | 1:05.83 | Q     |
| 5    | 1       | 2    | Alina Zmushka       | AIN Atletas Individuais Neutros | 1:05.93 | Q,    |
| 6    | 2       | 7    | Angharad Evans      | GBR Grã-Bretanha                | 1:05.99 | Q     |
| 7    | 1       | 3    | Benedetta Pilato    | ITA Itália                      | 1:06.12 | Q     |
| 8    | 2       | 6    | Eneli Jefimova      | EST Estônia                     | 1:06.23 | Q     |
| 9    | 1       | 6    | Lisa Angiolini      | ITA Itália                      | 1:06.39 |       |
| 10   | 2       | 1    | Tes Schouten        | NED Países Baixos               | 1:06.56 |       |
| 11   | 2       | 2    | Rūta Meilutytė      | LTU Lituânia                    | 1:06.89 |       |
| 12   | 1       | 5    | Satomi Suzuki       | JPN Japão                       | 1:06.90 |       |
| 13   | 1       | 7    | Sophie Hansson      | SWE Suécia                      | 1:06.96 |       |
| 14   | 1       | 8    | Yang Chang          | CHN China                       | 1:07.20 |       |
| 15   | 2       | 8    | Macarena Ceballos   | ARG Argentina                   | 1:07.31 |       |
| 16   | 1       | 1    | Kotryna Teterevkova | LTU Lituânia                    | 1:07.48 |       |

### Final
As três nadadoras mais rápidas na final conquistam as medalhas.
| Pos.              | Raia | Nadadora         | CON                             | Tempo   | Notas |
| ----------------- | ---- | ---------------- | ------------------------------- | ------- | ----- |
| Medalha de ouro   | 4    | Tatjana Smith    | RSA África do Sul               | 1:05.28 |       |
| Medalha de prata  | 6    | Tang Qianting    | CHN China                       | 1:05.54 |       |
| Medalha de bronze | 5    | Mona McSharry    | IRL Irlanda                     | 1:05.59 |       |
| 4                 | 1    | Benedetta Pilato | ITA Itália                      | 1:05.60 |       |
| 4                 | 3    | Lilly King       | USA Estados Unidos              | 1:05.60 |       |
| 6                 | 7    | Angharad Evans   | GBR Grã-Bretanha                | 1:05.85 |       |
| 7                 | 8    | Eneli Jefimova   | EST Estônia                     | 1:06.50 |       |
| 8                 | 2    | Alina Zmushka    | AIN Atletas Individuais Neutros | 1:06.54 |       |

Legenda
| Recorde mundial      | Recorde mundial (World record)               |                       | Recorde africano                      | Recorde africano (African) |                                           | Q | Classificado por posição (Qualified) |
| Recorde olímpico     | Recorde olímpico (Olympic record)            | Recorde da América    | Recorde da América (Americas)         | q                          | Classificado por melhor tempo (Qualified) |   |                                      |
| Melhor marca do ano  | Melhor marca do ano (World leading)          | Recorde asiático      | Recorde asiático (Asian)              | DNS                        | Não largou (Did not start)                |   |                                      |
| Recorde nacional     | Recorde nacional (National record)           | Recorde europeu       | Recorde europeu (European)            | DNF                        | Não terminou (Did not finish)             |   |                                      |
| Recorde pessoal      | Recorde pessoal do atleta (Personal best)    | Recorde da Oceania    | Recorde da Oceania (Oceania)          | DSQ / DQ                   | Desclassificado (Disqualified)            |   |                                      |
| Recorde da temporada | Recorde da temporada do atleta (Season best) | Recorde sul-americano | Recorde sul-americano (South America) | NM                         | Sem marca (No mark)                       |   |                                      |